# A döntőkben elhangzott dalok
A döntőkben elhangzott dalok a Megasztár győztesének, Rúzsa Magdolnának a 2006-os debütáló albuma, amely a tv-adások során elhangzott dalokat tartalmazza. Magyarországon hozzávetőlegesen 70 ezer példányban kelt el (3x Platina minősítést szerzett), így napjaink egyik legsikeresebb magyar zenei albuma lett.

## Az album dalai
1. Hungária: Meghalok, hogy ha rám nézel[1]
2. George Harrison: I Got My Mind Set On You[2]
3. ABBA: The Winner Takes It All[3]
4. United: Végső vallomás[4]
5. Queen: I Want to Break Free[5]
6. Rocky Horror Picture Show: Time Warp[6]
7. Janis Joplin: Piece Of My Heart (Torres Dániellel közösen)[7]
8. Percy Slege: When a Man Loves A Woman
9. Goran Bregović: Ederlezi[8]
10. Amália Rodrigues: Fado Marujo[9]
11. Los Lobos: La Bamba[10]
12. Bob Marley: One Love[11]
13. Janis Joplin: Cry Baby[12]
14. The Police: Bring On the Night[13]
15. Aerosmith: Road Runner[14]
16. Enya: May It Be[15]
17. Máté Péter: Most élsz[16]
18. Tina Turner & Rod Stewart : It Takes Two (Varga Ferenccel közösen)[17]

### ISWC adatok
Itt olvasható az ISWC és az IPI kód – amennyiben ismeretes, egyértelmű és azonosítható. Nem szabad elfelejteni hogy a szerzőknek joguk van külön IPI névazonosítót kérni születési nevükre és művésznevükre. Az alábbi gyűjtemény lehetőség szerint a születési nevet tartalmazza.
↑ meghalok hogyha: 
Morvai Gábor 00039941847
Penczi Mária Ilona 00677425706
Meghalok hogy ha rám nézel T-007.121.937-8
↑ set on you: 
Rudy Clark 00006272903
I Got My Mind Set On You T-070.240.924-2
↑ takes it all: 
Björn Kristian Ulvaeus 00041324522
Göran Bror Benny Andersson 00241090113
The winner takes it all T-000.006.419-6
↑ végső: 
Orbán Tamás 00429150077
Pély Barnabás 00497339600
Romhányi Áron 00497338997
Végső vallomás T-007.126.454-4
↑ break: 
John Richard Deacon 00087029069
I want to break free T-010.304.847-0
↑ warp: 
Richard O'Brien 00068819041
Richard Neville Hartley 00059003398
Time Warp T-010.137.730-3
↑ piece: 
Russell Bert 00027061704
Jerry Ragovoy 00025256009
Piece Of My Heart T-070.167.575-3
↑ ederlezi: 
cigány népdal 00039657154
Goran Beregović 00065617761
Ederlezi (Đurđevdan) T-903.806.577-9
↑ marujo: 
Amália de Piedade Rodrigues  00087249737
Marijo Português (A portugál tengerész)
↑ bamba: 
mexikói népdal
feldolgozta: Richard Valenzuela 00031448899
↑ love: 
Bob Marley 00034755283 (Robert Nesta Marley)
One love
↑ cry baby: 
Russell Bert 00027061704
Jerry Ragovoy 00025256009
Cry Baby
↑ bring on: 
00046741280 Gordon Matthew Sumner (Sting)
Bring on the night T-010.041.309-9
↑ road runner: 
Ellas McDaniel 00063640292
Road Runner T-070.243.202-7
↑ may it be: 
Eithne Ni Bhraonain in Donegal Shane 00135074002 (Enya)
Roma Sane Ryan 00145637269
Howard Leslie Shore 00061632792
Nicky Ryan  00145642476
Nicolas Dominick Ryan 00145637171
May it be T-073.007.655-7
↑ most élsz: 
S. Nagy István 00076640169
Máté Péter 00034775569
Most élsz T-007.007.281-9
↑ it takes two: 
Sylvia Rose Moy 00021683895
William Stevenson 00029629363
It takes two

## Kislemez
| Év   | Kislemez  | Pozíció |
| ---- | --------- | ------- |
| 2006 | Most élsz | #2 HUN  |